# Mourad Medelci
Mourad Medelci, född 30 april 1943 i Tlemcen, död 28 januari 2019 i Alger, var en algerisk politiker. Han var landets utrikesminister från 4 juni 2007 fram till 2013.
Medelci studerade nationalekonomi i Alger och gjorde karriär inom den privata sektorn innan han blev politiker.